# 프리드리히 미셔 생물의학 연구소
프리드리히 미셔 생물의학 연구소(영어: Friedrich Miescher Institute for Biomedical Research, FMI)는 1970년에 설립된 생물의학 연구 기관이다. 스위스 바젤에 본부를 두고 있는 프리드리히 미셔 생물의학 연구소는 바젤 대학교와 노바티스 생물의학 연구소(NIBR)와 제휴 관계에 있다. 연구소의 이름은 프리드리히 미셔의 이름을 따서 명명되었다. 2021년 기준으로 약 340명의 협력자들이 있으며, 그 중 20명이 연구 그룹의 리더, 80명 이상이 박사 후 과정의 협력자들이고, 80명 이상이 FMI 국제 박사 프로그램에 참여하는 대학원생이다. 프리드리히 미셔 생물의학 연구소의 소장은 디르크 슈벨러이다.
프리드리히 미셔 생물의학 연구소는 유럽의 주요 생명과학 연구 센터 연합인 EU-LIFE의 회원이다.

## 같이 보기
- 프리드리히 미셔
- 막스 플랑크 협회 프리드리히 미셔 연구소
- 스위스의 과학과 기술